# Машево (Черниговская область)
Ма́шево (укр. Машеве) — село в Семёновском районе Черниговской области Украины. Население 868 человек. Занимает площадь 1,87 км². Расположено в 20 километрах от районного центра и в 12 километрах от железнодорожной станции Углы-Завод. На территории села находилась усадьба колхоза «Украина».
Код КОАТУУ: 7424783501. Почтовый индекс: 15460. Телефонный код: +380 4659.
Через село протекают две реки: Ирванец и его приток Одра. Проходит трасса Р-65, соединяющая Машево с сёлами Ивановка и Муравейник, ранее существовали прямые дороги на Жадово и Орловку. Севернее села расположены урочища Топкий Лог и Угалище, южнее села до 80-х годов был хутор Бука и кладбище.

## Власть
Орган местного самоуправления — Машевский сельский совет. Почтовый адрес: 15460, Черниговская обл., Семёновский р-н, с. Машево, ул. Богдана Хмельницкого, 2.